# (99970) 1981 DB2
(99970) 1981 DB2 es un asteroide perteneciente al cinturón de asteroides descubierto por Schelte John Bus el 28 de febrero de 1981 desde el Observatorio de Siding Spring. 

## Designación y nombre
Designado provisionalmente como 1981 DB2.

## Características orbitales
1981 DB2 está situado a una distancia media de 2,674 ua, pudiendo alejarse un máximo de 3,223 ua y acercarse un máximo de 2,126 ua. Su excentricidad es de 0,204. 

## Características físicas
Este asteroide tiene una magnitud absoluta de 15,2. 